# Trienamoeba
Trienamoeba – rodzaj ameb należących do gromady Discosea wchodzącej w skład supergrupy Amoebozoa. Przynależność tego rodzaju do rzędu Dactylopodida jest niepewna.
Należą tutaj następujące gatunki:
- Trienamoeba jachowskii Sawyer, 1975[2]